# 环境科学研究
《环境科学研究》创刊于1988年，是中国大陆工程科技类月刊，编辑部位于北京市。此刊物由中国环境科学研究院主办。
《环境科学研究》在2018年被中华人民共和国国家新闻出版广电总局新闻报刊司评为2017年全国“百强报刊”。